# Brie (fromage)
Pour les articles homonymes, voir Brie.
Les bries sont une famille de fromages à pâte molle à croûte fleurie, fabriqués dans le pays de la Brie.

## Variétés
- Brie de Meaux AOP, Île-de-France
- Brie de Melun AOP, Île-de-France
- Brie de Montereau, Île-de-France
- Brie de Nangis, Île-de-France
- Brie de Provins, Île-de-France
- Brie noir, Île-de-France
- Brie fermier, Île-de-France
- Brie de Melun bleu
- Brie petit moulé
- Brie laitier
- Brie truffé
- Coulommiers, Île-de-France
- Brie Mont Bebour, Réunion

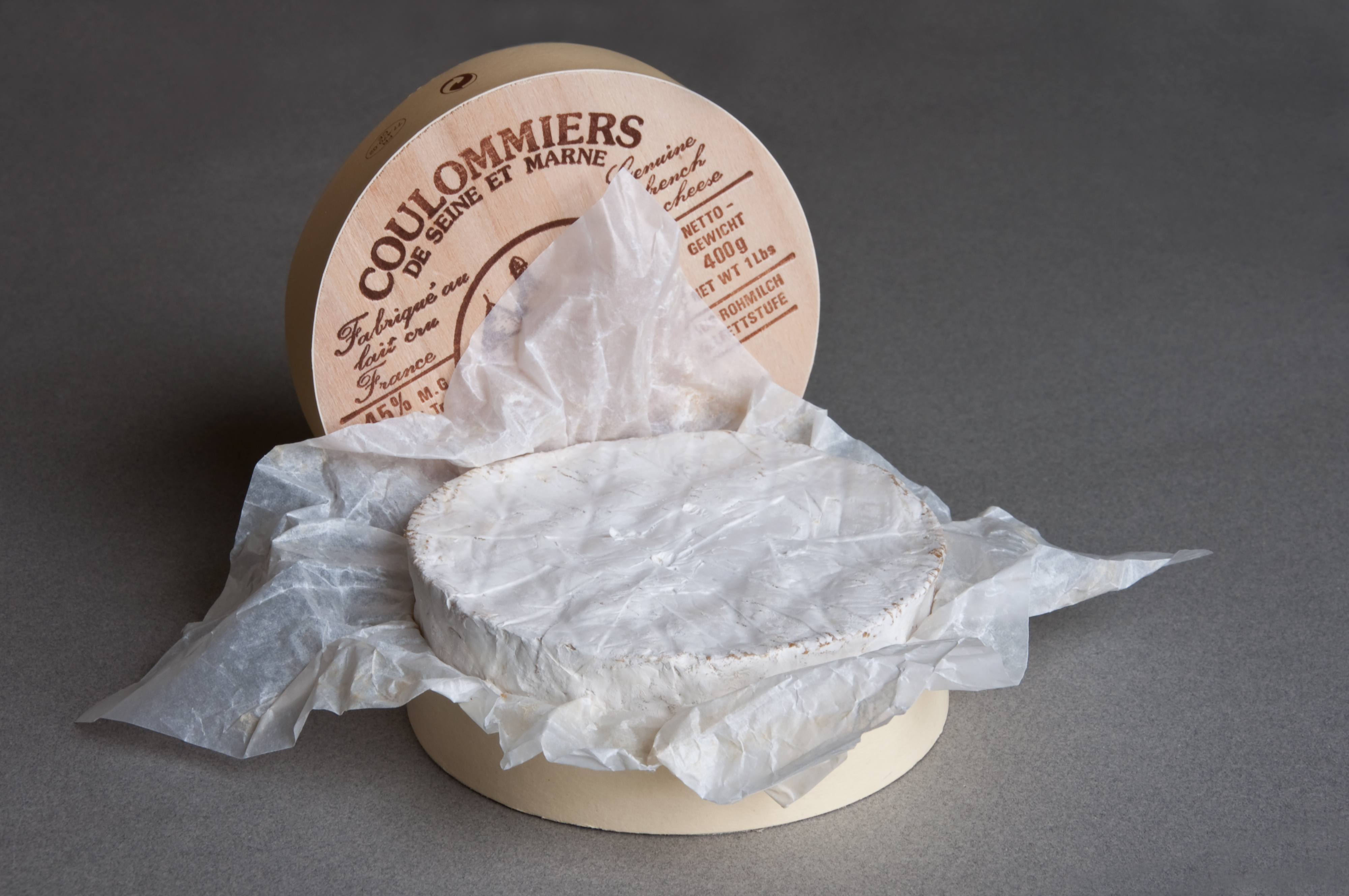
Coulommiers

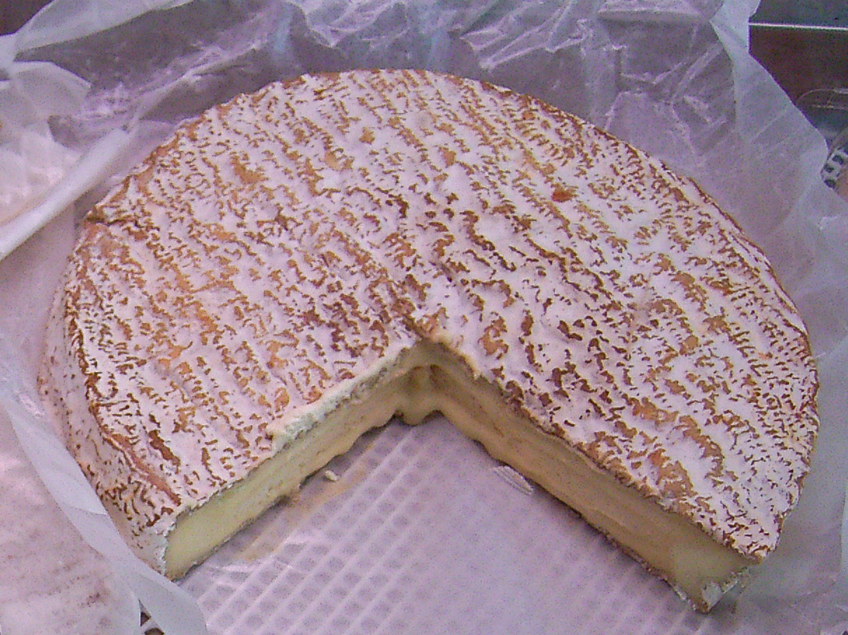
Brie de Melun

Seuls les bries de Meaux et de Melun sont protégés par une AOP. Ces deux protections, obtenues en 2009, sont les seules pour des fromages de la région. Les différents bries varient en diamètre, en poids et en durée d'affinage.

## Histoire

### Antiquité: origines des fromages de Brie
Les fromages de brie existaient certainement avant l’invasion romaine,, mais leur origine exacte est inconnue. Bien que conservant les mêmes caractéristiques de base, dont la préparation à base de lait cru partiellement écrémé, différents types de fromages se sont distingués au cours des siècles.

### Moyen Âge:casei brienses
Il est attesté que Robert le Pieux dégustait du brie au château de Melun en 999.
Au XIIIe siècle, la ville de Provins est la troisième ville de France, après Paris et Rouen ; elle frappe sa propre monnaie. Les fromages locaux vendus sur les marchés de ses foires sont également déjà renommés, et font même l’objet de locutions proverbiales. Les foires se tenaient dans la ville basse, les 2 février, dimanche de la Trinité, 24 juin, 11 septembre et 11 novembre.
Les fromages de la proche région de Provins sont cités sous le nom casei brienses (fromages de Brie) dans un compte manuscrit hors cour — relatant des faits de 1217, déposé auprès du receveur principal des foires de Provins, pour l’achat de deux cents casei brienses effectué par la comtesse Blanche de Navarre (1177 - † 1229) aux foires de Saint-Jean et de Saint-Ayoul. Il permet d’attester que sept fromages se négociaient autour d’un sou, les deux cents fromages s’étant négociés « une livre douze sous ». Ces fromages sont adressés au roi Philippe-Auguste.

### Époque moderne: «fromages de Brie»
Les foires de Champagne disparaissent à la Renaissance, ce qui entraîne une baisse de la notoriété des fromages vendus sur les marchés de Provins au profit de ceux de Meaux, Melun ou Coulommiers. Ainsi, en 1764, le commerce principal à Provins consiste en « bleds » (blés).
En 1814, au congrès de Vienne, lors des « dîners diplomatiques » entre émissaires des puissances représentées, des concours culinaires sont organisés entre les pays. Talleyrand offre à la dégustation des bries qui viennent de lui être portés par le courrier ; les commensaux consacrent le brie « roi des fromages ». L'appellation est restée.
En raison du blocus continental de 1806, la France n’a plus accès aux produits issus des Antilles. Pour pallier l’absence de canne à sucre se développe progressivement la culture de la betterave sucrière. Son industrie souffre à la levée du blocus en 1814, mais en 1848, l’abolition de l’esclavage fait grimper le prix de culture de la canne à sucre, et l’exploitation de la betterave reprend fortement, se développant particulièrement dans la Brie. Néanmoins, comme dans toute la Brie, on produit dans les fermes autour de Provins des « fromaiges de brye » — comme à l’abbaye de Jouy à Chenoise, de laquelle sortent 7 000 fromages de Brie par an —, mais surtout autour des villes de Melun et Meaux, l’élevage bovin des villes de Provins, Nangis et Coulommiers se portant surtout vers l’engraissement des veaux.

### XXesiècle
Dans les années 1950, la fromagerie de Saint-Brice, située à quelques kilomètres de Provins, tente de lancer un Camembert provinois. La tentative est un échec et le Camembert provinois disparaît rapidement.
Ces fromages sont en général présentés en pointe. Une légende dit que ne pas couper la pointe lors du service porte malheur.

## Iconographie

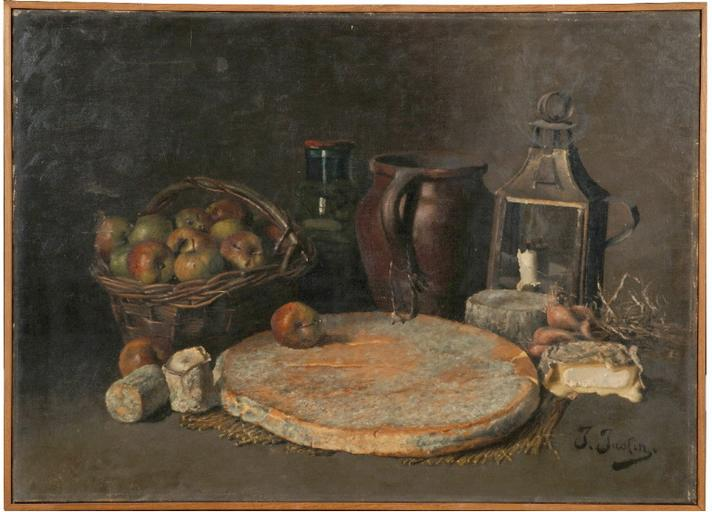
Symphonie des fromages en brie majeur (1888) par Marie Jules Justin

Au musée de Soissons, un tableau de Marie Jules Justin représente entre autres un fromage de brie, son titre est Symphonie des fromages en brie majeur (ou Nature morte au fromage) ; il s'agit d'une huile sur toile, donation d'Alphonse de Rothschild.

## Sources et références
- Cet article est partiellement ou en totalité issu de l'article intitulé « Brie de Provins » (voir la liste des auteurs).

1. 1 2  Marie-Béatrice Baudet, « Le brie, roi en ses royaumes », lemonde.fr, 14 août 2017.
2. 1 2  Histoire(s) de Bries, Claire Delfosse, Éditions Librairie des Musées, 2008
3. ↑  Pierre Androuët, Yves Chabot et Gérard Bernini, Le Brie, Éditions Presse du Village, 1997, 266 p. (ISBN 978-2-84100-127-9)
4. ↑  Guide vert volume 13 – Île-de-France, Chartres, Chantilly, Senlis, Michelin, 2006, 443 pages, p. 48, [lire en ligne]
5. ↑  Seine-et-Marne : Provins
6. ↑  Recueil de proverbes et dictons, publié par M. Crapelet, cité dans Mémoires présentés par divers savants à l’Académie des inscriptions et belles lettres de l’institut impérial de France, t. 5, « Études sur les foires de Champagne : sur la nature, l’étendue et les règles du commerce qui s’y faisait aux XIIe, XIIIe et XIVe siècles », Félix Bourquelot, p. 297, Imprimerie impériale, 1865.
7. ↑  Eusèbe Girault de Saint-Fargeau, Guide pittoresque du voyageur en France : contenant la statistique et la description complète des 86 départements, Didot frères, 1837 (lire en ligne), p. 18
8. ↑  Jacques-Antoine Dulaure, Histoire physique, civile et morale des environs de Paris, depuis les premiers temps historiques jusqu'au nos jours…, vol. 7, Guillaume, 1828, p. 553
9. ↑  Manuscrits, Bibliothèque nationale de France, département des manuscrits, référence : Latin 7374
10. ↑  Fragments de comptes du XIIIe siècle, Félix Bourquelot, 1862
11. ↑  Revue des études anciennes, Volumes 20-21, p. 124, par le Centre national de la recherche scientifique, 1918.
12. ↑  Jean-Joseph Expilly, Dictionnaire géographique, historique et politique des Gaules et de la France, vol. 2, Amsterdam, Desaint et Saillant, 1764 (lire en ligne), p. 191
13. ↑  Thierry Lentz, Le Congrès de Vienne, Perrin, 2013,  (ISBN 9782262042066), pp.118-119.
14. ↑  Publications de l’année 1867 et du 1er et 2e trimestre de 1868 de la Société d’Agriculture, Sciences et Arts de la ville de Meaux, p. 7, Imprimerie de A. Cochet, Meaux, 1868, [lire en ligne].
15. ↑  « Ici, c'est la Brie ! », sur leparisien.fr, 3 mai 2016
16. ↑  Notice no M0794015842, sur la plateforme ouverte du patrimoine, base Joconde, ministère français de la Culture, consulté le 15 mai 2015.